# 24 Horas de Le Mans 2012
Las 24 Horas de Le Mans 2012 (24 Heures du Mans 2012) fueron la 80.ª edición de dicha carrera. Tuvo lugar los días 16 y 17 de junio de 2012 en el Circuito de la Sarthe, Le Mans, Francia, y la organizó el Automobile Club de l'Ouest (ACO). Fue la tercera fecha del Campeonato Mundial de Resistencia.

## Resultados de la clasificación
Los líderes de la clase están en negrita.
| Pos | N.º | Escudería                 | Coche                    | Clase     | Qualifying 1 | Qualifying 2 | Qualifying 3 | Gap     | Parrilla    |
| --- | --- | ------------------------- | ------------------------ | --------- | ------------ | ------------ | ------------ | ------- | ----------- |
| 1   | 1   | Audi Sport Team Joest     | Audi R18 e-tron quattro  | LMP1      | 3:25.453     | 3:24.997     | 3:23.787     |         | 1           |
| 2   | 3   | Audi Sport Team Joest     | Audi R18 ultra           | LMP1      | 3:26.694     | 3:24.078     | 3:27.578     | +0.291  | 2           |
| 3   | 8   | Toyota Racing             | Toyota TS030 Hybrid      | LMP1      | 3:28.295     | 3:26.151     | 3:24.842     | +1.055  | 3           |
| 4   | 2   | Audi Sport Team Joest     | Audi R18 e-tron quattro  | LMP1      | 3:26.536     | 3:26.038     | 3:25.433     | +1.646  | 4           |
| 5   | 7   | Toyota Racing             | Toyota TS030 Hybrid      | LMP1      | 3:27.191     | 3:26.502     | 3:25.488     | +1.701  | 5           |
| 6   | 4   | Audi Sport North America  | Audi R18 ultra           | LMP1      | 3:27.554     | 3:26.420     | 3:26.600     | +2.633  | 6           |
| 7   | 21  | Strakka Racing            | HPD ARX-03a-Honda        | LMP1      | 3:32.750     | 3:29.622     | 3:37.253     | +5.835  | 7           |
| 8   | 12  | Rebellion Racing          | Lola B12/60-Toyota       | LMP1      | 3:33.211     | 3:29.837     | 3:34.476     | +6.050  | 8           |
| 9   | 13  | Rebellion Racing          | Lola B12/60-Toyota       | LMP1      | 3:33.140     | 3:31.866     | 3:41.533     | +8.079  | 9           |
| 10  | 17  | Pescarolo                 | Dome S102.5-Judd         | LMP1      | 3:34.716     | 3:34.925     | 3:33.066     | +9.279  | 10          |
| 11  | 22  | JRM                       | HPD ARX-03a-Honda        | LMP1      | 3:37.088     | No Time      | 3:35.421     | +11.634 | 11          |
| 12  | 15  | OAK Racing                | OAK Pescarolo 01-Judd    | LMP1      | 3:38.414     | 3:37.367     | 3:35.584     | +11.797 | 12          |
| 13  | 16  | Pescarolo                 | Pescarolo 03-Judd        | LMP1      | No Time      | 3:37.485     | 3:48.716     | +13.698 | desde boxes |
| 14  | 25  | ADR-Delta                 | Oreca 03-Nissan          | LMP2      | 3:41.791     | 3:40.174     | 3:38.181     | +14.394 | 13          |
| 15  | 24  | OAK Racing                | Morgan LMP2-Judd         | LMP2      | 3:40.902     | 3:38.598     | 3:40.310     | +14.811 | 14          |
| 16  | 26  | Signatech-Nissan          | Oreca 03-Nissan          | LMP2      | 3:42.157     | 3:39.152     | 3:44.622     | +15.365 | 15          |
| 17  | 46  | Thiriet by TDS Racing     | Oreca 03-Nissan          | LMP2      | 3:39.252     | 3:41.975     | 3:41.990     | +15.465 | 16          |
| 18  | 49  | Pecom Racing              | Oreca 03-Nissan          | LMP2      | 3:41.916     | 3:39.711     | 3:40.292     | +15.924 | 17          |
| 19  | 48  | Murphy Prototypes         | Oreca 03-Nissan          | LMP2      | 3:39.877     | 3:40.652     | 3:42.057     | +16.090 | 18          |
| 20  | 35  | OAK Racing                | Morgan LMP2-Nissan       | LMP2      | 3:41.721     | 3:39.899     | 3:41.707     | +16.112 | 19          |
| 21  | 30  | Status Grand Prix         | Lola B12/80-Judd         | LMP2      | 3:41.451     | 3:42.518     | 3:40.280     | +16.493 | 20          |
| 22  | 44  | Starworks Motorsport      | HPD ARX-03b-Honda        | LMP2      | 3:40.639     | 3:41.863     | 3:40.471     | +16.684 | 21          |
| 23  | 45  | Boutsen Ginion Racing     | Oreca 03-Nissan          | LMP2      | 3:40.727     | 3:43.763     | 3:42.949     | +16.940 | 22          |
| 24  | 42  | Greaves Motorsport        | Zytek Z11SN-Nissan       | LMP2      | 3:42.125     | 3:40.738     | 3:43.230     | +16.951 | 23          |
| 25  | 38  | Jota                      | Zytek Z11SN-Nissan       | LMP2      | 3:41.287     | 3:41.428     | No Time      | +17.500 | 24          |
| 26  | 23  | Signatech-Nissan          | Oreca 03-Nissan          | LMP2      | 3:44.495     | 3:42.581     | 3:41.982     | +18.195 | 25          |
| 27  | 33  | Level 5 Motorsports       | HPD ARX-03b-Honda        | LMP2      | 3:42.224     | No Time      | 3:42.696     | +18.437 | 26          |
| 28  | 41  | Greaves Motorsport        | Zytek Z11SN-Nissan       | LMP2      | 3:47.408     | 3:43.406     | 3:42.292     | +18.505 | 27          |
| 29  | 0   | Highcroft Racing          | DeltaWing-Nissan         |           | 3:42.612     | 3:48.142     | 3:50.903     | +18.825 | 28          |
| 30  | 40  | Race Performance          | Oreca 03-Judd            | LMP2      | 3:48.124     | 3:43.619     | 3:46.200     | +19.832 | 29          |
| 31  | 31  | Lotus                     | Lola B12/80-Lotus        | LMP2      | 3:48.067     | No Time      | 3:45.664     | +21.877 | 30          |
| 32  | 28  | Gulf Racing Middle East   | Lola B12/80-Nissan       | LMP2      | 3:50.526     | 3:47.244     | 4:15.649     | +23.457 | 31          |
| 33  | 43  | Extrême Limite ARIC       | Norma MP2000-Judd        | LMP2      | 3:51.012     | 3:53.560     | 3:48.025     | +24.238 | 32          |
| 34  | 59  | Luxury Racing             | Ferrari 458 GTC          | LMGTE Pro | 3:56.076     | 3:55.393     | 3:58.647     | +31.606 | 33          |
| 35  | 97  | Aston Martin Racing       | Aston Martin Vantage GTE | LMGTE Pro | 3:57.466     | 3:55.870     | 3:56.036     | +32.083 | 34          |
| 36  | 74  | Corvette Racing           | Chevrolet Corvette C6.R  | LMGTE Pro | 3:55.910     | 3:58.214     | 3:57.981     | +32.123 | 35          |
| 37  | 71  | AF Corse                  | Ferrari 458 GTC          | LMGTE Pro | 3:57.509     | 3:58.960     | 3:56.484     | +32.697 | 36          |
| 38  | 73  | Corvette Racing           | Chevrolet Corvette C6.R  | LMGTE Pro | 3:57.181     | 3:59.433     | 3:59.471     | +33.394 | 37          |
| 39  | 79  | Flying Lizard Motorsports | Porsche 997 GT3-RSR      | LMGTE Am  | 3:57.594     | 4:09.762     | 4:03.420     | +33.807 | 38          |
| 40  | 77  | Team Felbermayr-Proton    | Porsche 997 GT3-RSR      | LMGTE Pro | 3:57.648     | 3:57.606     | 4:19.147     | +33.819 | 39          |
| 41  | 75  | Prospeed Competition      | Porsche 997 GT3-RSR      | LMGTE Am  | 3:58.035     | 9:51.593     | 3:59.739     | +34.248 | 40          |
| 42  | 80  | Flying Lizard Motorsports | Porsche 997 GT3-RSR      | LMGTE Pro | 3:58.717     | 4:00.011     | 3:59.372     | +34.930 | 41          |
| 43  | 99  | Aston Martin Racing       | Aston Martin Vantage GTE | LMGTE Am  | 3:58.725     | 4:00.958     | No Time      | +34.938 | 42          |
| 44  | 58  | Luxury Racing             | Ferrari 458 GTC          | LMGTE Am  | 4:00.849     | 3:58.800     | No Time      | +35.013 | 43          |
| 45  | 29  | Gulf Racing Middle East   | Lola B12/80-Nissan       | LMP2      | 4:14.086     | No Time      | 3:58.895     | +35.108 | 44          |
| 46  | 88  | Team Felbermayr-Proton    | Porsche 997 GT3-RSR      | LMGTE Am  | 3:59.529     | 3:59.181     | 3:59.971     | +35.394 | 45          |
| 47  | 50  | Larbre Compétition        | Chevrolet Corvette C6.R  | LMGTE Am  | 3:59.192     | 4:05.426     | 4:13.459     | +35.405 | 46          |
| 48  | 66  | JMW Motorsport            | Ferrari 458 GTC          | LMGTE Pro | 4:00.883     | 3:59.638     | 4:10.192     | +35.851 | 47          |
| 49  | 51  | AF Corse                  | Ferrari 458 GTC          | LMGTE Pro | No Time      | No Time      | 4:00.025     | +36.238 | 48          |
| 50  | 81  | AF Corse                  | Ferrari 458 GTC          | LMGTE Am  | 4:04.493     | 4:00.288     | 4:00.924     | +36.501 | 49          |
| 51  | 67  | IMSA Performance Matmut   | Porsche 997 GT3-RSR      | LMGTE Am  | 4:00.332     | 4:00.829     | 4:07.180     | +36.545 | 50          |
| 52  | 61  | AF Corse-Waltrip          | Ferrari 458 GTC          | LMGTE Am  | 4:04.861     | 4:00.691     | 4:08.217     | +36.904 | 51          |
| 53  | 57  | Krohn Racing              | Ferrari 458 GTC          | LMGTE Am  | 4:04.698     | 4:04.075     | 4:02.323     | +38.536 | 52          |
| 54  | 83  | JMB Racing                | Porsche 997 GT3-RSR      | LMGTE Am  | 4:04.416     | 4:02.461     | 4:20.082     | +38.674 | 53          |
| 55  | 70  | Larbre Compétition        | Chevrolet Corvette C6.R  | LMGTE Am  | 4:03.021     | 4:02.969     | 4:09.709     | +39.182 | 54          |
| 56  | 55  | JWA-Avila                 | Porsche 997 GT3-RSR      | LMGTE Am  | 4:08.170     | 4:03.661     | 4:03.705     | +39.874 | 55          |

## Carrera
| Pos | Clase                 | N.º | Equipo                    | Conductores                                           | Chasis                                  | Neumático | Vueltas |
| Pos | Clase                 | N.º | Equipo                    | Conductores                                           | Motor                                   | Neumático | Vueltas |
| --- | --------------------- | --- | ------------------------- | ----------------------------------------------------- | --------------------------------------- | --------- | ------- |
| 1   | LMP1                  | 1   | Audi Sport Team Joest     | André Lotterer Marcel Fässler Benoît Tréluyer         | Audi R18 e-tron quattro                 | M         | 378     |
| 1   | LMP1                  | 1   | Audi Sport Team Joest     | André Lotterer Marcel Fässler Benoît Tréluyer         | Audi TDI 3.7 L Turbo V6 (Hybrid Diesel) | M         | 378     |
| 2   | LMP1                  | 2   | Audi Sport Team Joest     | Allan McNish Rinaldo Capello Tom Kristensen           | Audi R18 e-tron quattro                 | M         | 377     |
| 2   | LMP1                  | 2   | Audi Sport Team Joest     | Allan McNish Rinaldo Capello Tom Kristensen           | Audi TDI 3.7 L Turbo V6 (Hybrid Diesel) | M         | 377     |
| 3   | LMP1                  | 4   | Audi Sport North America  | Oliver Jarvis Marco Bonanomi Mike Rockenfeller        | Audi R18 ultra                          | M         | 375     |
| 3   | LMP1                  | 4   | Audi Sport North America  | Oliver Jarvis Marco Bonanomi Mike Rockenfeller        | Audi TDI 3.7 L Turbo V6 (Diesel)        | M         | 375     |
| 4   | LMP1                  | 12  | Rebellion Racing          | Nicolas Prost Nick Heidfeld Neel Jani                 | Lola B12/60                             | M         | 367     |
| 4   | LMP1                  | 12  | Rebellion Racing          | Nicolas Prost Nick Heidfeld Neel Jani                 | Toyota RV8KLM 3.4 L V8                  | M         | 367     |
| 5   | LMP1                  | 3   | Audi Sport Team Joest     | Marc Gené Romain Dumas Loïc Duval                     | Audi R18 ultra                          | M         | 366     |
| 5   | LMP1                  | 3   | Audi Sport Team Joest     | Marc Gené Romain Dumas Loïc Duval                     | Audi TDI 3.7 L Turbo V6 (Diesel)        | M         | 366     |
| 6   | LMP1                  | 22  | JRM                       | David Brabham Peter Dumbreck Karun Chandhok           | HPD ARX-03a                             | M         | 357     |
| 6   | LMP1                  | 22  | JRM                       | David Brabham Peter Dumbreck Karun Chandhok           | Honda LM-V8 3.4 L V8                    | M         | 357     |
| 7   | LMP2                  | 44  | Starworks Motorsport      | Enzo Potolicchio Ryan Dalziel Tom Kimber-Smith        | HPD ARX-03b                             | D         | 354     |
| 7   | LMP2                  | 44  | Starworks Motorsport      | Enzo Potolicchio Ryan Dalziel Tom Kimber-Smith        | Honda HR28TT 2.8 L Turbo V6             | D         | 354     |
| 8   | LMP2                  | 46  | Thiriet by TDS Racing     | Pierre Thiriet Mathias Beche Christophe Tinseau       | Oreca 03                                | D         | 353     |
| 8   | LMP2                  | 46  | Thiriet by TDS Racing     | Pierre Thiriet Mathias Beche Christophe Tinseau       | Nissan VK45DE 4.5 L V8                  | D         | 353     |
| 9   | LMP2                  | 49  | Pecom Racing              | Luis Pérez Companc Pierre Kaffer Soheil Ayari         | Oreca 03                                | D         | 352     |
| 9   | LMP2                  | 49  | Pecom Racing              | Luis Pérez Companc Pierre Kaffer Soheil Ayari         | Nissan VK45DE 4.5 L V8                  | D         | 352     |
| 10  | LMP2                  | 26  | Signatech-Nissan          | Pierre Ragues Nelson Panciatici Roman Rusinov         | Oreca 03                                | D         | 351     |
| 10  | LMP2                  | 26  | Signatech-Nissan          | Pierre Ragues Nelson Panciatici Roman Rusinov         | Nissan VK45DE 4.5 L V8                  | D         | 351     |
| 11  | LMP1                  | 13  | Rebellion Racing          | Andrea Belicchi Jeroen Bleekemolen Harold Primat      | Lola B12/60                             | M         | 350     |
| 11  | LMP1                  | 13  | Rebellion Racing          | Andrea Belicchi Jeroen Bleekemolen Harold Primat      | Toyota RV8KLM 3.4 L V8                  | M         | 350     |
| 12  | LMP2                  | 41  | Greaves Motorsport        | Christian Zugel Elton Julian Ricardo González         | Zytek Z11SN                             | D         | 348     |
| 12  | LMP2                  | 41  | Greaves Motorsport        | Christian Zugel Elton Julian Ricardo González         | Nissan VK45DE 4.5 L V8                  | D         | 348     |
| 13  | LMP2                  | 25  | ADR-Delta                 | John Martin Tor Graves Jan Charouz                    | Oreca 03                                | D         | 346     |
| 13  | LMP2                  | 25  | ADR-Delta                 | John Martin Tor Graves Jan Charouz                    | Nissan VK45DE 4.5 L V8                  | D         | 346     |
| 14  | LMP2                  | 35  | OAK Racing                | David Heinemeier Hansson Bas Leinders Maxime Martin   | Morgan LMP2                             | D         | 341     |
| 14  | LMP2                  | 35  | OAK Racing                | David Heinemeier Hansson Bas Leinders Maxime Martin   | Nissan VK45DE 4.5 L V8                  | D         | 341     |
| 15  | LMP2                  | 42  | Greaves Motorsport        | Álex Brundle Martin Brundle Lucas Ordóñez             | Zytek Z11SN                             | D         | 340     |
| 15  | LMP2                  | 42  | Greaves Motorsport        | Álex Brundle Martin Brundle Lucas Ordóñez             | Nissan VK45DE 4.5 L V8                  | D         | 340     |
| 16  | LMP2                  | 23  | Signatech-Nissan          | Jordan Tresson Franck Mailleux Olivier Lombard        | Oreca 03                                | D         | 340     |
| 16  | LMP2                  | 23  | Signatech-Nissan          | Jordan Tresson Franck Mailleux Olivier Lombard        | Nissan VK45DE 4.5 L V8                  | D         | 340     |
| 17  | LMGTE Pro             | 51  | AF Corse                  | Giancarlo Fisichella Gianmaria Bruni Toni Vilander    | Ferrari 458 GTC                         | M         | 336     |
| 17  | LMGTE Pro             | 51  | AF Corse                  | Giancarlo Fisichella Gianmaria Bruni Toni Vilander    | Ferrari 4.5 L V8                        | M         | 336     |
| 18  | LMGTE Pro             | 59  | Luxury Racing             | Frédéric Makowiecki Jaime Melo Jr. Dominik Farnbacher | Ferrari 458 GTC                         | M         | 333     |
| 18  | LMGTE Pro             | 59  | Luxury Racing             | Frédéric Makowiecki Jaime Melo Jr. Dominik Farnbacher | Ferrari 4.5 L V8                        | M         | 333     |
| 19  | LMGTE Pro             | 97  | Aston Martin Racing       | Stefan Mücke Adrián Fernández Darren Turner           | Aston Martin Vantage GTE                | M         | 332     |
| 19  | LMGTE Pro             | 97  | Aston Martin Racing       | Stefan Mücke Adrián Fernández Darren Turner           | Aston Martin 4.5 L V8                   | M         | 332     |
| 20  | LMGTE Am              | 50  | Larbre Compétition        | Patrick Bornhauser Julien Canal Pedro Lamy            | Chevrolet Corvette C6.R                 | M         | 329     |
| 20  | LMGTE Am              | 50  | Larbre Compétition        | Patrick Bornhauser Julien Canal Pedro Lamy            | Chevrolet 5.5 L V8                      | M         | 329     |
| 21  | LMGTE Am              | 67  | IMSA Performance Matmut   | Anthony Pons Nicolas Armindo Raymond Narac            | Porsche 997 GT3-RSR                     | M         | 328     |
| 21  | LMGTE Am              | 67  | IMSA Performance Matmut   | Anthony Pons Nicolas Armindo Raymond Narac            | Porsche 4.0 L Flat-6                    | M         | 328     |
| 22  | LMGTE Pro             | 71  | AF Corse                  | Andrea Bertolini Olivier Beretta Marco Cioci          | Ferrari 458 GTC                         | M         | 326     |
| 22  | LMGTE Pro             | 71  | AF Corse                  | Andrea Bertolini Olivier Beretta Marco Cioci          | Ferrari 4.5 L V8                        | M         | 326     |
| 23  | LMGTE Pro             | 73  | Corvette Racing           | Antonio García Jan Magnussen Jordan Taylor            | Chevrolet Corvette C6.R                 | M         | 326     |
| 23  | LMGTE Pro             | 73  | Corvette Racing           | Antonio García Jan Magnussen Jordan Taylor            | Chevrolet 5.5 L V8                      | M         | 326     |
| 24  | LMP2                  | 45  | Boutsen Ginion Racing     | Bastien Brière Shinji Nakano Jens Petersen            | Oreca 03                                | D         | 325     |
| 24  | LMP2                  | 45  | Boutsen Ginion Racing     | Bastien Brière Shinji Nakano Jens Petersen            | Nissan VK45DE 4.5 L V8                  | D         | 325     |
| 25  | LMGTE Am              | 57  | Krohn Racing              | Tracy Krohn Niclas Jönsson Michele Rugolo             | Ferrari 458 GTC                         | D         | 323     |
| 25  | LMGTE Am              | 57  | Krohn Racing              | Tracy Krohn Niclas Jönsson Michele Rugolo             | Ferrari 4.5 L V8                        | D         | 323     |
| 26  | LMP2                  | 40  | Race Performance          | Michel Frey Jonathan Hirschi Ralph Meichtry           | Oreca 03                                | D         | 320     |
| 26  | LMP2                  | 40  | Race Performance          | Michel Frey Jonathan Hirschi Ralph Meichtry           | Judd HK 3.6 L V8                        | D         | 320     |
| 27  | LMGTE Am              | 79  | Flying Lizard Motorsports | Seth Neiman Spencer Pumpelly Darren Law               | Porsche 997 GT3-RSR                     | M         | 313     |
| 27  | LMGTE Am              | 79  | Flying Lizard Motorsports | Seth Neiman Spencer Pumpelly Darren Law               | Porsche 4.0 L Flat-6                    | M         | 313     |
| 28  | LMGTE Am              | 70  | Larbre Compétition        | Christophe Bourret Pascal Gibon Jean-Philippe Belloc  | Chevrolet Corvette C6.R                 | M         | 309     |
| 28  | LMGTE Am              | 70  | Larbre Compétition        | Christophe Bourret Pascal Gibon Jean-Philippe Belloc  | Chevrolet 5.5 L V8                      | M         | 309     |
| 29  | LMP2                  | 43  | Extrême Limite ARIC       | Fabien Rosier Phillipe Haezebrouck Philippe Thirion   | Norma MP2000                            | D         | 308     |
| 29  | LMP2                  | 43  | Extrême Limite ARIC       | Fabien Rosier Phillipe Haezebrouck Philippe Thirion   | Judd HK 3.6 L V8                        | D         | 308     |
| 30  | LMP1                  | 21  | Strakka Racing            | Nick Leventis Jonny Kane Danny Watts                  | HPD ARX-03a                             | M         | 303     |
| 30  | LMP1                  | 21  | Strakka Racing            | Nick Leventis Jonny Kane Danny Watts                  | Honda LM-V8 3.4 L V8                    | M         | 303     |
| 31  | LMGTE Am              | 61  | AF Corse-Waltrip          | Robert Kauffman Brian Vickers Rui Águas               | Ferrari 458 GTC                         | M         | 294     |
| 31  | LMGTE Am              | 61  | AF Corse-Waltrip          | Robert Kauffman Brian Vickers Rui Águas               | Ferrari 4.5 L V8                        | M         | 294     |
| 32  | LMGTE Am              | 83  | JMB Racing                | Manuel Rodrigues Philippe Illiano Alain Ferté         | Ferrari 458 GTC                         | M         | 292     |
| 32  | LMGTE Am              | 83  | JMB Racing                | Manuel Rodrigues Philippe Illiano Alain Ferté         | Ferrari 4.5 L V8                        | M         | 292     |
| 33  | LMGTE Am              | 55  | JWA-Avila                 | Paul Daniels Joël Camathias Markus Palttala           | Porsche 997 GT3-RSR                     | P         | 290     |
| 33  | LMGTE Am              | 55  | JWA-Avila                 | Paul Daniels Joël Camathias Markus Palttala           | Porsche 4.0 L Flat-6                    | P         | 290     |
| NC  | LMGTE Pro             | 74  | Corvette Racing           | Oliver Gavin Richard Westbrook Tommy Milner           | Chevrolet Corvette C6.R                 | M         | 215     |
| NC  | LMGTE Pro             | 74  | Corvette Racing           | Oliver Gavin Richard Westbrook Tommy Milner           | Chevrolet 5.5 L V8                      | M         | 215     |
| NC  | LMP1                  | 17  | Pescarolo Team            | Nicolas Minassian Sébastien Bourdais Seiji Ara        | Dome S102.5                             | M         | 203     |
| NC  | LMP1                  | 17  | Pescarolo Team            | Nicolas Minassian Sébastien Bourdais Seiji Ara        | Judd DB 3.4 L V8                        | M         | 203     |
| DNF | LMP2                  | 38  | Jota                      | Sam Hancock Simon Dolan Haruki Kurosawa               | Zytek Z11SN                             | D         | 271     |
| DNF | LMP2                  | 38  | Jota                      | Sam Hancock Simon Dolan Haruki Kurosawa               | Nissan VK45DE 4.5 L V8                  | D         | 271     |
| DNF | LMP2                  | 33  | Level 5 Motorsports       | Scott Tucker Christophe Bouchut Luis Díaz             | HPD ARX-03b                             | D         | 240     |
| DNF | LMP2                  | 33  | Level 5 Motorsports       | Scott Tucker Christophe Bouchut Luis Díaz             | Honda HR28TT 2.8 L Turbo V6             | D         | 240     |
| DNF | LMP2                  | 30  | Status Grand Prix         | Alexander Sims Yelmer Buurman Romain Iannetta         | Lola B12/80                             | D         | 239     |
| DNF | LMP2                  | 30  | Status Grand Prix         | Alexander Sims Yelmer Buurman Romain Iannetta         | Judd HK 3.6 L V8                        | D         | 239     |
| DNF | LMGTE Am              | 88  | Team Felbermayr-Proton    | Christian Ried Gianluca Roda Paolo Ruberti            | Porsche 997 GT3-RSR                     | M         | 222     |
| DNF | LMGTE Am              | 88  | Team Felbermayr-Proton    | Christian Ried Gianluca Roda Paolo Ruberti            | Porsche 4.0 L Flat-6                    | M         | 222     |
| DNF | LMP1                  | 15  | OAK Racing                | Franck Montagny Dominik Kraihamer Bertrand Baguette   | OAK Pescarolo 01                        | D         | 219     |
| DNF | LMP1                  | 15  | OAK Racing                | Franck Montagny Dominik Kraihamer Bertrand Baguette   | Judd DB 3.4 L V8                        | D         | 219     |
| DNF | LMGTE Pro             | 66  | JMW Motorsport            | Jonny Cocker James Walker Roger Wills                 | Ferrari 458 GTC                         | D         | 204     |
| DNF | LMGTE Pro             | 66  | JMW Motorsport            | Jonny Cocker James Walker Roger Wills                 | Ferrari 4.5 L V8                        | D         | 204     |
| DNF | LMP2                  | 48  | Murphy Prototypes         | Jody Firth Warren Hughes Brendon Hartley              | Oreca 03                                | D         | 196     |
| DNF | LMP2                  | 48  | Murphy Prototypes         | Jody Firth Warren Hughes Brendon Hartley              | Nissan VK45DE 4.5 L V8                  | D         | 196     |
| DNF | LMGTE Pro             | 77  | Team Felbermayr-Proton    | Richard Lietz Marc Lieb Wolf Henzler                  | Porsche 997 GT3-RSR                     | M         | 185     |
| DNF | LMGTE Pro             | 77  | Team Felbermayr-Proton    | Richard Lietz Marc Lieb Wolf Henzler                  | Porsche 4.0 L Flat-6                    | M         | 185     |
| DNF | LMGTE Am              | 75  | Prospeed Competition      | Abdulaziz al Faisal Bret Curtis Sean Edwards          | Porsche 997 GT3-RSR                     | M         | 180     |
| DNF | LMGTE Am              | 75  | Prospeed Competition      | Abdulaziz al Faisal Bret Curtis Sean Edwards          | Porsche 4.0 L Flat-6                    | M         | 180     |
| DNF | LMP2                  | 31  | Lotus                     | Thomas Holzer Mirco Schultis Luca Moro                | Lola B12/80                             | D         | 155     |
| DNF | LMP2                  | 31  | Lotus                     | Thomas Holzer Mirco Schultis Luca Moro                | Lotus (Judd) 3.6 L V8                   | D         | 155     |
| DNF | LMGTE Am              | 58  | Luxury Racing             | Pierre Ehret Gunnar Jeannette Frankie Montecalvo      | Ferrari 458 GTC                         | M         | 146     |
| DNF | LMGTE Am              | 58  | Luxury Racing             | Pierre Ehret Gunnar Jeannette Frankie Montecalvo      | Ferrari 4.5 L V8                        | M         | 146     |
| DNF | LMP2                  | 24  | OAK Racing                | Jacques Nicolet Matthieu Lahaye Olivier Pla           | Morgan LMP2                             | D         | 139     |
| DNF | LMP2                  | 24  | OAK Racing                | Jacques Nicolet Matthieu Lahaye Olivier Pla           | Judd HK 3.6 L V8                        | D         | 139     |
| DNF | LMP1                  | 7   | Toyota Racing             | Alexander Wurz Kazuki Nakajima Nicolas Lapierre       | Toyota TS030 Hybrid                     | M         | 134     |
| DNF | LMP1                  | 7   | Toyota Racing             | Alexander Wurz Kazuki Nakajima Nicolas Lapierre       | Toyota 3.4 L V8 (Hybrid)                | M         | 134     |
| DNF | LMGTE Pro             | 80  | Flying Lizard Motorsports | Jörg Bergmeister Marco Holzer Patrick Long            | Porsche 997 GT3-RSR                     | M         | 114     |
| DNF | LMGTE Pro             | 80  | Flying Lizard Motorsports | Jörg Bergmeister Marco Holzer Patrick Long            | Porsche 4.0 L Flat-6                    | M         | 114     |
| DNF | LMP2                  | 28  | Gulf Racing Middle East   | Fabien Giroix Ludovic Badey Stefan Johansson          | Lola B12/80                             | D         | 92      |
| DNF | LMP2                  | 28  | Gulf Racing Middle East   | Fabien Giroix Ludovic Badey Stefan Johansson          | Nissan VK45DE 4.5 L V8                  | D         | 92      |
| DNF | LMP1                  | 8   | Toyota Racing             | Anthony Davidson Sébastien Buemi Stéphane Sarrazin    | Toyota TS030 Hybrid                     | M         | 82      |
| DNF | LMP1                  | 8   | Toyota Racing             | Anthony Davidson Sébastien Buemi Stéphane Sarrazin    | Toyota 3.4 L V8 (Hybrid)                | M         | 82      |
| DNF |                       | 0   | Highcroft Racing          | Marino Franchitti Michael Krumm Satoshi Motoyama      | DeltaWing                               | M         | 75      |
| DNF | Nissan 1.6 L Turbo I4 | 0   | Highcroft Racing          | Marino Franchitti Michael Krumm Satoshi Motoyama      |                                         | M         | 75      |
| DNF | LMGTE Am              | 81  | AF Corse                  | Piergiuseppe Perazzini Niki Cadei Matt Griffin        | Ferrari 458 GTC                         | M         | 70      |
| DNF | LMGTE Am              | 81  | AF Corse                  | Piergiuseppe Perazzini Niki Cadei Matt Griffin        | Ferrari 4.5 L V8                        | M         | 70      |
| DNF | LMGTE Am              | 99  | Aston Martin Racing       | Christoffer Nygaard Kristian Poulsen Allan Simonsen   | Aston Martin Vantage GTE                | M         | 31      |
| DNF | LMGTE Am              | 99  | Aston Martin Racing       | Christoffer Nygaard Kristian Poulsen Allan Simonsen   | Aston Martin 4.5 L V8                   | M         | 31      |
| DNF | LMP1                  | 16  | Pescarolo Team            | Emmanuel Collard Stuart Hall                          | Pescarolo 03                            | M         | 20      |
| DNF | LMP1                  | 16  | Pescarolo Team            | Emmanuel Collard Stuart Hall                          | Judd DB 3.4 L V8                        | M         | 20      |
| DNF | LMP2                  | 29  | Gulf Racing Middle East   | Keiko Ihara Jean-Denis Délétraz Marc Rostan           | Lola B12/80                             | D         | 17      |
| DNF | LMP2                  | 29  | Gulf Racing Middle East   | Keiko Ihara Jean-Denis Délétraz Marc Rostan           | Nissan VK45DE 4.5 L V8                  | D         | 17      |

Fuentes: FIA WEC.